# رودولف توبیاس
رودولف توبیاس (انگلیسی: Rudolf Tobias; ۲۹ مهٔ ۱۸۷۳ – ۲۹ اکتبر ۱۹۱۸) رهبر ارکستر، آهنگ‌ساز و موسیقی‌دان اهل استونی بود. وی دانش‌آموخته کنسرواتوار سن پترزبورگ بوده‌است. از وی به‌عنوان اولین آهنگساز حرفه‌ای اهل استونی یاد میشود.